# 18-й отдельный аэросанный батальон
18-й отдельный аэросанный батальон — воинское подразделение вооружённых сил СССР в Великой Отечественной войне. За время войны существовало два формирования батальона.

## 1-е формирование
Батальон сформирован в декабре 1941 года.
В составе действующей армии с 06.03.1942 по 14.04.1942.
Боевой батальон, на вооружении батальона состояли аэросани НКЛ-26.
Вёл боевые действия на Свирском оборонительном рубеже
В мае 1942 года расформирован.

### Подчинение
| Дата            | Фронт (округ) | Армия               | Корпус | Дивизия | Бригада | Примечания |
| --------------- | ------------- | ------------------- | ------ | ------- | ------- | ---------- |
| 01.04.1942 года |               | 7-я отдельная армия | -      | -       | -       | -          |

## 2-е формирование
Батальон сформирован осенью 1942 года в Котласе на основании директивы № 731087 заместителя наркома обороны генерал-полковника Щаденко Е. А..
В составе действующей армии с 15.12.1942 по 30.06.1943.
Боевой батальон, на вооружении батальона состояли аэросани НКЛ-26.
Вёл боевые действия по ликвидации окружённой в Демянске группировки врага, затем безуспешные бои по овладению Старой Руссой.
30.06.1943 расформирован.

### Подчинение
| Дата            | Фронт (округ)               | Армия      | Корпус | Дивизия | Бригада | Примечания |
| --------------- | --------------------------- | ---------- | ------ | ------- | ------- | ---------- |
| 01.11.1942 года | Архангельский военный округ | -          | -      | -       | -       | -          |
| 01.12.1942 года | Архангельский военный округ | -          | -      | -       | -       | -          |
| 01.01.1943 года | Северо-Западный фронт       | 27-я армия | -      | -       | -       | -          |
| 01.02.1943 года | Северо-Западный фронт       | 27-я армия | -      | -       | -       | -          |
| 01.03.1943 года | Северо-Западный фронт       | 27-я армия | -      | -       | -       | -          |
| 01.04.1943 года | Северо-Западный фронт       | 34-я армия | -      | -       | -       | -          |
| 01.05.1943 года | Северо-Западный фронт       | -          | -      | -       | -       | -          |
| 01.06.1943 года | Северо-Западный фронт       | -          | -      | -       | -       | -          |
| 01.07.1943 года | Северо-Западный фронт       | -          | -      | -       | -       | -          |

## Состав
- В батальоне три аэросанные роты, в каждой по три взвода, в каждом из взводов по три машины.

## Командиры
- Сидоров Виктор Михайлович, капитан